# Eyjafjarðarsýsla

Eyjafjarðarsýsla

Die Eyjafjarðarsýsla ist ein Bezirk im Norden Islands.
Zur Eyjafjarðarsýsla gehört eine Fläche von 3930 km² bestehend aus der Insel Grímsey, den meisten Gemeinden um den Eyjafjörður und weiter ins Landesinnere bis fast an den Hofsjökull. Der Bezirk besteht aus sechs Gemeinden, Akureyri und Dalvík sind die größten Ortschaften. Die Eyjafjarðarsýsla liegt im Wahlkreis Norðausturkjördæmi.